# Pesadilla en la cocina
Pesadilla en la Cocina és un programa de televisió espanyol de telerealitat culinària, presentat pel xef Alberto Chicote, emès entre les 22:30h - 45h a La Sexta, d'antuvi els dijous, després els dilluns, dimecres i actualment, de nou els dijous. Aquest espai és una adaptació del programa homònim angloparlant, "Kitchen Nightmares", presentat pel britànic Gordon Ramsay, amb versió per al Regne Unit originalment i després, per a Irlanda i els Estats Units d'Amèrica.
Al setembre de 2019 es va començar a anunciar la setena temporada del xou,per a la seva imminent estrena en la programació Tardor-Hivern del canal. 
Aquesta es va gravar des d'estiu de 2016 fins a mitjan 2018.
Com a novetat, aquesta temporada es va estrenar, mitjançant la plataforma de pagament Atresplayer Premium, una setmana abans de la seva emissió en obert.
En general, després de l'estrena i finalització d'una temporada nova, es realitzen reposicions d'episodis ja emesos en el mateix horari.

## Temporades i audiències
| Temporades | Temporades | Episodis | Estrena                | Final                  | Audiència mitjana | Audiència mitjana | Audiència mitjana |
| Temporades | Temporades | Episodis | Estrena                | Final                  | Espectadors       | Quota             |                   |
| ---------- | ---------- | -------- | ---------------------- | ---------------------- | ----------------- | ----------------- | ----------------- |
|            | 1          | 12       | 25 d'octubre de 2012   | 27 de gener de 2013    | 2 422 000         | 11,9%             |                   |
|            | 2          | 8        | 9 de maig de 2013      | 4 de juliol de 2013    | 2 434 000         | 13,1%             |                   |
|            | 3          | 20       | 27 de gener de 2014    | 9 de juny de 2014      | 2 371 000         | 11,6%             |                   |
|            | 4          | 16       | 15 d'abril de 2015     | 15 de juliol de 2015   | 1 829 000         | 9,9%              |                   |
|            | 5          | 13       | 22 de setembre de 2016 | 15 de desembre de 2016 | 2 043 000         | 12,4%             |                   |
|            | 6          | 11       | 9 de maig de 2018      | 11 de juliol de 2018   | 1 605 000         | 10,0%             |                   |
|            | 7          | 16       | 3 d'octubre de 2019    | 13 de febrer de 2020   | 1 150 000         | 7,8%              |                   |
| Total      | Total      | 96       | 25 d'octubre de 2012   |                        |                   |                   |                   |

## Història
El format original del programa va començar a emetre's en Channel 4 en 2004, sota el nom de Ramsay's Kitchen Nightmares, on el conegut xef Gordon Ramsay tractava de salvar d'una situació límit a establiments hostalers de tot el Regne Unit. Tal va ser l'èxit del programa que la FOX americana va comprar els drets i en 2007 va posar en marxa la seva pròpia versió, també presentada per Ramsay. Des de 2010, la cadena Nova (del Grup Antena 3) venia emetent el programa els caps de setmana, i veient les notables dades d'audiència, La Sexta va decidir llançar a la fi de 2012 la seva pròpia versió del programa en vespres de la seva fusió amb Antena 3.
Finalment, el programa es va començar a emetre el 25 d'octubre en horari de màxima audiència. La primera temporada constaria de deu lliuraments i estaria presentat pel cuiner madrileny Alberto Chicote, restaurador de l'any 2006, i amo del Pandelujo, establiment de l'any 2010. No hi podia faltar el caràcter àcid i crític del presentador, una senya d'identitat del programa original, encara que Chicote va declarar en una entrevista que ell no era el Ramsay espanyol, perquè és difícil trobar-lo; però sí que es va poder aventurar que el programa podria ser competitiu enfront de la resta de programes de la seva mateixa franja horària. En la seva estrena el 25 d'octubre, es va convertir en l'estrena amb major audiència de la història de la Sexta, amb el que les previsions del programa es van complir amb millor nota de l'esperada.
En el seu cinquè episodi emès el 22 de novembre (El Castro de Lugo) va aconseguir el seu màxim d'audiència; amb el que es va decidir afegir un programa de revisita als restaurants per a examinar el negoci després del pas de Chicote al final de la temporada, al mateix temps que s'ideava una possible segona temporada a raó dels bons índexs d'audiència aplegats fins llavors.
El dijous 9 de maig de 2013 comença a emetre's la segona temporada del programa. Malgrat que hi havia tretze lliuraments gravats, amb l'arribada de l'estiu la cadena va decidir emetre solament vuit programes, per la qual cosa alguns casos ja gravats van passar a formar part de la tercera temporada.
El dilluns 27 de gener de 2014 es va estrenar la tercera temporada del programa. Com a novetat en aquesta etapa, Chicote va tornar a visitar diversos restaurants després del seu pas per a comprovar si la seva ajuda havia estat efectiva, amb programes especials Què fue de...?. La temporada va finalitzar el 9 de juny d'aquest any, precisament amb un especial dels millors moments del programa fins avui.
El 6 d'agost de 2014, el mateix Chicote va publicar a través del seu compte de Twitter que començava el càsting per a la quarta temporada del programa, confirmant així la seva continuïtat. Decidint donar un descans al programa i al xef Chicote per a no esgotar el format, la quarta temporada va posposar la seva emissió fins al 15 d'abril de 2015, 10 mesos després del seu últim programa d'estrena. La Temporada va acabar el 15 de juliol de 2015, emetent un total de fins a quatre especials en el seu transcurs.
El 23 de juny de 2015, es confirmava un nou lliurament de 'Pesadilla en la cocina' a través de la pàgina web oficial de l'espaci, en obrir un nou càsting per la seva futura Cinquena Temporada. El 19 de desembre d'aquest mateix any s'anuncia que Alberto Chicote acaba de gravar la cinquena temporada i que la seva emissió serà en 2016. El 22 de setembre d'aquest mateix any, i al cap d'un any d'espera, LaSexta va començar a emetre per fi la cinquena temporada de "Pesadilla en la Cocina", novament amb un gran èxit d'audiència. Aquesta temporada va acabar el 15 de desembre d'aquest mateix any, amb una millora d'audiència, comparant amb la temporada anterior.
La primera setmana de juny de 2016, i sense encara haver-se emès si més no la cinquena temporada, Alberto Chicote anuncia mitjançant web que s'obre el càsting per a la futura sisena temporada del programa, que va acabar de ser gravada a la fi de 2017. Finalment, després de més d'un any complet de descans del format, aquesta temporada es va estrenar el 9 de maig del 2018, en emissió fins a l'11 de juliol de 2018.
Des de mitjan 2018 i durant els primers mesos de 2019 es va gravar la setena temporada i el 3 d'octubre del 2019 es va estrenar a laSexta amb gran audiència.

## Fracassos, polèmiques i controvèrsia
S'han donat diversos casos de polèmica, com el que es va donar amb els establiments La Reina del Arenal i el seu establiment annex Ópila, a Bilbao. Els seus amos van demanar a la cadena que no emetés el seu programa per haver estat coaccionats, i quan el programa va sortir a l'aire, els seus propietaris van denunciar el programa degut a la suposada manipulació que va haver-hi i van acusar Chicote de comentaris i conducta homòfoba quan li va dir a un dels amos que «tens cara de nena» i li va preguntar si «tu et fiques qualsevol cosa a la boca».
En 2013, un altre cas que va donar a parlar va ser el de Cristóbal Berzosa, el llavors excèntric propietari d' El Yugo de Castilla a Boecillo, Valladolid, amic personal del xef, qui no va seguir els consells de Chicote després de la seva visita i que, un temps després de l'emissió del programa, al juliol d'aquest mateix any, va declarar al mitjà autonòmic "Tribuna Valladolid" que les reformes proposades pel madrileny no eren apropiades per al seu local i només en van empitjorar l'aspecte. Un any després d'això, al juny de 2014, va fer noves declaracions respecte del programa. Des de llavors, i fins a 2016, el restaurant es va trobar oficialment tancat al públic general i només va atendre peticions personals. Passats uns anys, el 7 de setembre de 2016, el restaurant va tornar a obrir les portes amb l'apel·latiu "Nuevo Yugo de Castilla", en foren traspassats completament els poders i comandament del local, renovant personal i decoració, amb clares i fermes intencions de fer tornar als seus orígens a l'històric restaurant i on Cristóbal participaria, però només com a membre més de l'equip executiu, apartat completament de la direcció del negoci. No obstant això, el negoci va seguir sense funcionar com s'esperava, havent de tancar nova, i ja definitivament, a la fi de 2016, fent-se efectiu a principis de 2017.
Malgrat els esforços de Chicote, diversos dels restaurants que ha tractat de salvar han cessat la seva activitat, entre els quals destaquen:
- El Domine Cabra (Madrid): va tancar uns mesos després a causa de la mort de l'amo per càncer i els deutes que tenien vinculades al restaurant. Es va veure aparèixer a la filla de l'amo, quan Chicote va tornar a parlar amb ella en el seu programa.
- El Castro de Lugo (Madrid): va haver de tancar les portes poc abans de l'emissió del seu programa.[18] A més, la cuinera, que va aparèixer en el capítol com a despistada, religiosa molt devota, assegurava en una entrevista que tot estava guionitzat i que la van obligar a interpretar un paper. També va afegir que les preses a l'Església les van gravar sense el seu consentiment, així com les seves oracions.[19]
- Da Vinci (canviat de nom durant el programa com a Nuevo Da Vinci), situat a Moraira (Alacant): va haver de tancar gairebé dues setmanes després que El Castre de Lugo, al·legant el seu propietari que els serveis i consells de Chicote no van servir de res, i va criticar unes declaracions de Chicote al programa El Hormiguero,[20] encara que després el seu fill ho va desmentir en una entrevista declarant que els canvis que va proposar Chicote eren bons per al negoci, però sense el compromís del seu pare els esforços del xef madrileny eren en va.[21]
- El juny de 2013 es va anunciar que el restaurant japonès To-toro, situat a Ronda (Màlaga), tancava les seves portes.[22]
- El rostidor La Ermita, a Alcobendas (Madrid): va tancar durant l'estiu de 2013 per motius desconeguts.
- A l'octubre de 2013, el Restaurant Katay, situat en la localitat de Prenguessis (Sevilla), va ser tancat pels seus propietaris, agraint la labor del programa.
- En 2014, el Restaurant Sip Bar, situat a Miami (Estats Units d'Amèrica), canviat de nom Flor de Tapa, va tancar les portes una vegada Chicote va acudir amb la seva ajuda. Es desconeix el seu estat actual, ja que en la seva pàgina a facebook continua apareixent el seu antic nom i no existeixen referències recents sobre aquest. En algunes webs s'afirma que ha tancat definitivament.
- La sidreria L'Orbayu, a Las Vegas (Astúries): va tancar les portes al juny de 2014, a escassos mesos després de l'emissió del programa. Pel que sembla, tot es va deure a problemes de salut de la seva propietària.
- En la quarta temporada, amb el restaurant La Hamburguesía (canviat de nom durant el programa com La Broqueta), a Alcoi (Alacant), es va produir un sorprenent cas de doble traspàs en el qual els amos originals del local, acabat de renovar escassos dies després del pas de Chicote, el van vendre només perquè temps després es tornés a traspassar pel seu nou amo.[23] Se'ls va acusar de treure profit il·lícitament del programa.
- Malgrat que per al rellançament del restaurant ecològic-naturalista Yatiri a Eivissa (Illes Balears), el programa i Chicote van organitzar una gran roda de premsa amb mitjans locals de renom (una cosa inèdita fins llavors), ràpidament es va buscar el seu traspàs pocs mesos després, després de no aconseguir tirar endavant per si mateixos. Es van publicar diversos anuncis oferint el local, després de la seva reforma.[24][25]
- En 2016, durant l'emissió de la cinquena temporada, en la primera visita de Chicote a Galícia, a Ferrol, l'amo del restaurant Irlanda va quedar insatisfet amb el pas del cuiner, que fins i tot va renegar del nou nom amb què es va batejar al seu negoci.[26] No obstant això, la productora ràpidament va respondre a aquestes queixes, certificant la seva professionalitat i veracitat en tot l'esdevingut en l'espai.[27]
- També durant la cinquena temporada, es va donar un cas insòlit i sense precedents per primera vegada a la tota la història del programa: Alberto Chicote es va veure obligat a marxar a la meitat de l'enregistrament de l'espai,[28] en el servei de reobertura d'un rebatejat El Zamora, local situat en ple centre de Zamora, a causa de l'extrema caparrudesa, tossudesa i absoluta prepotència, confrontació i falta de respecte de la seva propietària[29][30] cap a totes i cadascuna de les persones que allí l'acompanyaven: tant a aclaparats clients, i treballadors del restaurant, així com a tot l'equip del programa de La Sexta, a més de contradir, desoir i rebutjar l'evidència i els consells del mateix Chicote, expulsant-lo del lloc,[31][32] amb la més que raonable indignació i estupor del xef, que no va dubtar a deixar constància de la situació davant tots els espectadors de l'espai.
- En la seva nova visita a Almeria, al restaurant Generación del 27, pertanyent a la sisena temporada, es va produir la primera ocasió en què, a causa de la paupèrrima qualitat i preparació dels productes servits i manteniment del local, Chicote es va veure obligat a no provar ni un sol plat, i va menjar en un lloc alternatiu, cosa que mai havia succeït en la història del programa.[33] A més, Chicote, davant la deplorable actitud dels treballadors durant el desenvolupament del programa (baralles, llançaments d'instrumental, beguda d'alcohol i fumada desmesurada en ple servei, burles i riures, festa i descontrol...), va abandonar el programa sense haver tingut ocasió d'ajudar res a reflotar el restaurant, en sentir-se obertament insultat per aquests, encara que finalment va decidir donar-los l'última oportunitat, que va ser novament desaprofitada.[34]

Un dels últims tancaments dels quals es tenen constància és el del restaurant Juan de Austria, a Madrid, que va tancar les portes a l'abril de 2019.